# Piotr Búlakhov
Piotr Petróvitx Búlakhov, rus: Пётр Петро́вич Бу́лахов, (1822, Moscou - 2 de desembre de 1885,Moscou) fou un compositor rus, autor de moltes romances populars.

## Biografia
Piotr Petróvitx Búlakhov va néixer en el si d'una família de músics. El seu pare, Piotr Aleksàndrovitx (c. 1793-1835) i el seu germà petit Pàvel Petróvitx (1824-1875) foren famosos tenors d'òpera. Piotr Petróvitx va rebre una educació musical a casa.
Una part significativa de la seva vida va patir una dolorosa malaltia, i va quedar paralitzat. A la dècada del 1870, un incendi va destruir l'apartament de Búlakhov.Per això, va passar els darrers anys de la seva vida amb la seva família a la datxa de Kuskovo, a la finca del comte Xeremétiev, un gran admirador de l'obra del compositor.
La filla de Piotr Petróvitx, Ievguénia Ivànovna Zbruieva,cantant d'òpera (contralt), va deixar escrites memòries sobre el seu pare.

## Creativitat
Búlakhov és l'autor de romances i cançons melòdicament atractives i àmpliament properes al folklore urbà de l'època, incloent “Les meves campanes”, rus: Колокольчики мои, “En un moment difícil de la vida”, rus: В минуту жизни трудную, “I no hi ha ulls al món”, rus: И нет в мире очей, “Hi ha un gran llogaret en el camí”, rus: Вот на пути село большое “No despertis els records”, rus: Не пробуждай воспоминаний, “No, no t’estimo”, rus: Нет, не люблю я вас, “El vespre crema tranquil”, rus: Тихо вечер догорает, etc.
Dues de les seves cançons van ser definides com a transcripcions de piano per Franz Liszt. Una "Cançó bohèmia" no identificada fou arranjada com a "Chanson bohémienne", núm. 2 de Deux Mélodies Russes, S.250 (1842–43). La cançó "No creuràs", rus: Ты не поверишь, fou arranjada per a piano solista com a Russischer Galop, S.478 (1843).
És autor d'una versió de romança per al duet vocal Troika, rus: Тройка, sobre versos de Piotr Viàzemski. Aquesta obra és una de les obres més populars de Piotr Búlakhov, però una versió posterior de la música del seu germà petit Pàvel Petróvitx Búlakhov és més habitual.
És autor també de la versió original de la música de la romança Brilla, brilla, estel meu.